# Guancher
Guancher er en betegnelse, der som regel bruges som fællesnavn på de Canariske Øers urbefolkning, men oprindeligt kun gjaldt beboerne af Tenerife. Deres herkomst har været emne for adskillige, ofte kun dårligt underbyggede hypoteser. Nyere forskninger har vist, at der er tale om en blanding af 3 ulige racer, uden tvivl repræsenterende 3 indvandringer, som til ulige tider har fundet sted fra Nordafrika. Ældst var en mørk, kortskallet type, som især fandtes på de vestlige, fjernest fra fastlandet liggende øer; den synes beslægtet med en førsemitisk befolkning i Vestasien. En senere indkommet, høj og blond type fandtes renest på Tenerife; den ligner den efter Cro-Magnon i Frankrig opkaldte, forhistoriske race, som desuden kan påvises i Nordafrika. Yngst var en mørk, spinkel befolkning, hovedsagelig indskrænket til de østlige øer og antagelig i slægt med de hamitiske folk.

## Sprog
Sproget faldt i flere mundarter; dets grundstamme stod berbernes nær.

## Levevis
Kulturen mindede noget om den yngre, europæiske stenalders. Guacherne dyrkede hvede, byg og bælgfrugter på agre, som ved hjælp af kanaler kunne overrisles med vand fra bjergbækkene. Ploven var ukendt; jorden bearbejdedes med en hakke. Store hjorde af får og geder gav vigtige bidrag til føden.

## Boliger
Boligerne var dels hytter af sten, dels huler, udgravede i de bløde, vulkanske bjergarter.

## Klædedragt
Dragten fremstilledes af skind.

## Fartøjer
Fartøjer var ikke, som det ofte hævdes, aldeles ukendte; de nævnes af en middelalderlig, arabisk forfatter, men sikkert nok har de stærke havstrømme og den voldsomme brænding bidraget til at gøre forbindelsen mellem øernes befolkning meget ringe, og med fastlandet fandt overhovedet intet samkvem sted.

## Redskaber, lerkar
På de østlige øer fremstilledes slebne stenredskaber og smukt tildannede, malede lerkar, og her anvendtes skrifttegn i lighed med de gamle berbiske. På de vestlige øer var skrifttegn ukendt, stensagerne kun tilhugne og lervarerne råt formede.

## Samfundsstyre
Samfundet har formodentlig som det berbiske været delt i frimænd og livegne, under styre af en valgt landsby-forstander.

## Trosretning
Om de religiøse forestillinger vides næsten intet. Man kendte en slags simpel balsamering af ligene.